# Fabiano Soares
Fabiano Soares Pessoa (Mutum, 10 de junho de 1966), é um treinador e ex-futebolista brasileiro que atuava como meio-campista e que fez carreira no futebol espanhol. Atualmente treina o Tirol.

## Carreira como jogador
Iniciou sua carreira no Botafogo em 1987, jogando ainda por Cruzeiro (1988) e São José (1989), antes de ir para a Espanha.
Entre 1989 e 1992, representou o Celta de Vigo em 101 jogos e marcou 16 gols. Porém, foi no Compostela que Fabiano obteve maior destaque: entre 1992 e 2003, atuou em 334 partidas e marcou 44 gols. O máximo que conseguiu pelos Picheleiros foi um terceiro lugar na Segunda División B de 2001-02.
Fabiano encerrou a carreira em 2003, aos 37 anos, quando defendia o Racing de Ferrol.

## Carreira como treinador
Em 2006, Fabiano (agora chamado de Fabiano Soares) inicia sua carreira fora dos gramados, como técnico do Compostela entre 2006 e 2007. Permaneceu o restante deste último ano em inatividade, regressando ao futebol no ano seguinte, treinando o Bergantiños. Voltaria novamente ao Compostela em 2009, para substituir Chus Baleato. Ainda treinou o Estradense, time da Preferente Autonómica de Galiza.
Em 2011, assina com o Estoril, então na Segunda Divisão portuguesa, para trabalhar como auxiliar-técnico. Com a saída de José Couceiro, foi promovido a treinador em março de 2015, exercendo o cargo em parceria com o ex-meia Hugo Leal. Foi o técnico do Estoril entre 2015 e 2016.
Em 11 de julho de 2017, foi anunciado como novo treinador do Atlético Paranaense ficando até a final da temporada ao todo foram 10 vitórias, 6 empates e 11 derrotas.
Em 4 de janeiro de 2019, foi anunciado como novo treinador do Jeonnam Dragons, deixou a equipe sul-coreana no fim de julho do mesmo ano. 
No dia 6 de novembro de 2023 acertou com o River-PI para a temporada 2024.
Em 30 de março de 2024 foi anunciado pelo Tubarão visando o retorno à primeira divisão do futebol catarinense.